# Dasylagon simulans
Dasylagon simulans är en stekelart som beskrevs av Muesebeck 1958. Dasylagon simulans ingår i släktet Dasylagon och familjen bracksteklar. Inga underarter finns listade i Catalogue of Life.